# Josefine Rybrink
Josefine Rybrink, född 19 januari 1998, är en svensk fotbollsspelare som spelar för Tottenham Hotspur. Hon spelar främst som försvarare, men har även spelat som mittfältare.

## Karriär
Rybrinks moderklubb är Onsala BK. Inför säsongen 2015 värvades hon av Kungsbacka DFF.
Den 30 november 2017 värvades Rybrink av Kristianstads DFF, där hon skrev på ett tvåårskontrakt. I november 2019 förlängde Rybrink sitt kontrakt med ett år. Säsongen 2020 spelade hon 20 ligamatcher. I december 2020 förlängde Rybrink sitt kontrakt i klubben med två år.
Inför säsongen 2022 värvades Rybrink av BK Häcken, där hon skrev på ett treårskontrakt.
Under januarifönstret 2025 skrev hon på för Tottenham Hotspur.

## Familj
Rybrinks äldre syster, Klara Rybrink, har spelat för Kristianstads DFF och är i en relation med Gais tränare Fredrik Holmberg, med vilken hon har en dotter.